# Harald Rose
 Harald Rose  (Bremen, 14 de fevereiro de 1935) é um físico alemão.

## Obras
- Geometrical Charged-Particle Optics. ISBN 978-3-540-85915-4